# Xanthocryptus unicarinatus
Xanthocryptus unicarinatus là một loài tò vò trong họ Ichneumonidae.